# General Commander
General Commander è un film d'azione del 2019 diretto da Philippe Martinez, con protagonista Steven Seagal.

## Trama
Jake Alexander e la sua squadra di giovani reclute della CIA danno la caccia ad alcuni criminali con l'aiuto di un miliardario di Hong Kong.